# Doukala-Abda
Doukala-Abda was vóór de nieuwe indeling in 2015 een regio in Marokko. De hoofdstad is Safi. De regio ligt ten westen van de regio Chaouia-Ouardigha, ten noorden van de regio Marrakesh-Tensift-El Haouz en grenst aan de Atlantische Oceaan. Doukala-Abda heeft een oppervlakte van 13.285 km² en heeft 1.984.039 inwoners (2004).
De regio bestaat uit twee provincies:
- El Jadida
- Safi

Naast Safi, zijn andere grote plaatsen in Doukala-Abda:
- Azemmour
- Bouhmame
- Chtouka
- El Ghiate
- El Jadida
- Haouzia
- Laghnadra
- Mettouh
- Moulay Abdallah
- Oulad Hacine
- Saniat Berguig
- Sidi Ali Ben Hamdouche
- Sidi Bennour
- Youssoufia

Huidige regio's: Béni Mellal-Khénifra · Casablanca-Settat · Dakhla-Oued Eddahab · Drâa-Tafilalet · Fès-Meknès · Guelmim-Oued Noun · Laâyoune-Sakia El Hamra ·  Marrakech-Safi · Oriental · Rabat-Salé-Kénitra · Souss-Massa · Tanger-Tétouan-Al Hoceïma

Oude regio's voor 2015: Chaouia-Ouardigha · Doukala-Abda · Fez-Boulmane · Gharb-Chrarda-Béni Hsen · Grand Casablanca · Guelmim-Es Semara · Laâyoune-Boujdour · Marrakech-Tensift-Al Haouz · Meknès-Tafilalet · Oriental · Oued ed Dahab-Lagouira · Rabat-Salé-Zemmour-Zaer · Souss-Massa-Daraâ · Tadla-Azilal · Tanger-Tétouan · Taza-Al Hoceïma-Taounate